# Ivan Martinić
Ivan Martinić (Grdenci kod Zaboka 22. travnja 1960.) hrvatski znanstvenik, dipl.ing.šum., prof.dr.sci.

## Životopis

### Obrazovanje
Osnovnu je školu završio u Svetom Križu Začretskom. Tu je kod likovnog pedagoga usvojio temeljne estetske i stilističke standarde. U to je vrijeme vise puta nagrađivan za likovne i literarne radove. Završio je dva razreda zabočke gimnazije, a potom dvogodišnje pedagoško - nastavno usmjerenje u Zaboku. Maturalni rad mu je bio "Primjena interne televizije u nastavi", a snimio ga je (zajedno s D. Čandrlićem i T. Golubanom) kao polusatni nastavni video - film.
Studij šumarstva upisao je 1979. na Šumarskom fakultetu Sveučilišta u Zagrebu. Tijekom studiranja nagrađen je Rektorovom nagradom. Diplomirao je 1983. godine.
Završio je poslijediplomski studij iz područja znanstvena organizacija i ekonomika šumarstva. Magistrirao je 1990., a doktorirao je 1996. iz istoga znanstvenoga područja.

### Radna karijera
Od 1984. zaposlen je u Katedri za organizaciju proizvodnje u šumarstvu Šumarskog fakulteta u Zagrebu kao stručni suradnik, asistent i visi asistent.  Godine 1997. izabran je za docenta u Zavodu za organizaciju i ekonomiku na Šumarskom fakultetu u Zagrebu, a danas je redoviti profesor.  
Od 2000. – 2004. Pomoćnik je ministra zaštite okoliša i prostornog uređenja.
U šumarskoj nastavi je među prvima primijenio videotehnike. Bio je voditelj i istraživač-suradnik u vise istraživačkih zadataka iz područja iskorišćivanja šuma, šumarske ekonomike, šumarske politike, organizacije proizvodnje, znanosti o radu, ergonomije i informatike.
Više je puta boravio u inozemstvu (Njemačka, Švedska, Francuska, Austrija, Češka, Turska) na studijskim boravcima, kongresima, znanstvenim skupovima, radionicama i strukovnim izložbama.

### Znanstveni rad
Kao autor ili suautor objavio je sedamdesetak znanstvenih radova te više stručnih prikaza, prijevoda, novinskih članaka i bibliografija  .
Uredio je i grafički oblikovao vise knjiga, publikacija i časopisa. Od 1991. godine je tehnički, a od 1994. odgovorni urednik časopisa "Mehanizacija šumarstva", član je Uređivačkog odbora "Šumarskoga lista" i suradnik "Bibliografskoga leksikona" Leksikografskog zavoda Miroslav Krleža, te član više strukovnih, kulturnih i sportskih udruga.

## Djela
- Ekonomski i organizacijski kriteriji za oblikovanje šumskih radova: doktorska disertacija, Sveučilište u Zagrebu, Šumarski fakultet, Zagreb, 1995.
- Upravljanje zaštićenim područjima prirode : planiranje, razvoj i održivost, Sveučilište u Zagrebu, Šumarski fakultet, Zagreb, 2010., ISBN 978-9532-92015-4

## Vanjske poveznice
1. ↑  Ivan Martinić znanstvenik